# Liesveld (hameau)
Ne doit pas être confondu avec Liesveld.
Liesveld est un hameau qui fait partie de la commune de Molenlanden dans la province néerlandaise de Hollande-Méridionale.